# Markus Söder
Markus Thomas Theodor Söder, né le 5 janvier 1967 à Nuremberg, est un homme politique allemand membre de l'Union chrétienne-sociale en Bavière (CSU) et actuellement ministre-président de Bavière.
Il rejoint la CSU et son organisation de jeunesse à l'âge de 16 ans. Diplômé en droit de l'université d'Erlangen à la fin des années 1980, il travaille comme journaliste au début des années 1990. En 1994, il est élu député au Landtag.
Entre 1995 et 2003, il préside le mouvement de jeunes de la CSU, avant de devenir le secrétaire général du parti à 36 ans. Il entre au gouvernement de la Bavière en 2007, quand Günther Beckstein le nomme ministre des Affaires fédérales et européennes. Il devient ministre de l'Environnement en 2008, puis ministre des Finances trois ans après. En 2018, il est investi ministre-président et reconduit en 2023.

## Biographie

### Jeunesse
En 1983, âgé de 16 ans, il adhère à la Junge Union (JU) et à l'Union chrétienne-sociale en Bavière (CSU). Il obtient son baccalauréat trois ans plus tard et accomplit alors son service militaire dans la Bundeswehr pendant un an.
Il s'inscrit en 1988 à l'université Friedrich-Alexander d'Erlangen-Nuremberg où il étudie le droit. En 1991, il réussit l'examen du premier diplôme juridique d'État.

### Vie professionnelle
Il commence sa carrière professionnelle au sein de son université, à un poste d'assistant de recherche à la chaire universitaire de droit administratif, constitutionnel et ecclésiastique. Il rejoint ensuite la Bayerischer Rundfunk où il est stagiaire jusqu'à l'obtention en 1993 de son second diplôme juridique d'État. Il devient alors conseiller de rédaction pendant un an.

### Débuts et ascension en politique
Pour les élections législatives régionales du 25 septembre 1994, il est investi par la CSU dans la circonscription de Nürnberg-West. Il est élu à 27 ans député au Landtag. Dès l'année suivante, il est choisi pour occuper la présidence de la Junge Union de Bavière (JU Bayern).
Il intègre la présidence du parti en 1995 et prend la direction de la section de Nuremberg-Ouest deux ans après. En 2000, il est désigné pour présider la commission des médias de l'Union chrétienne-sociale. Il est élu deux ans plus tard au conseil d'administration de la Zweites Deutsches Fernsehen (ZDF).

### Cadre de la CSU et ministre
Après qu'il a renoncé à présider la JU Bayern, le président de la CSU Edmund Stoiber le nomme à 36 ans secrétaire général du parti le 17 novembre 2003 en remplacement de Thomas Goppel, devenu ministre. Le 16 octobre 2007, Markus Söder est désigné ministre des Affaires fédérales et européennes dans le gouvernement du nouveau ministre-président chrétien-social Günther Beckstein. En conséquence, le nouveau président du parti Erwin Huber le remplace six jours plus tard par Christine Haderthauer.
À la suite des élections régionales de 2008, Markus Söder devient le 30 octobre ministre de l'Environnement et de la Santé dans le premier cabinet de coalition noire-jaune du nouveau ministre-président chrétien-social Horst Seehofer. Il quitte alors ses fonctions à la ZDF.
Il est nommé ministre des Finances le 4 novembre 2011, après la démission de Georg Fahrenschon. Cette même année, Alexander Dobrindt prend sa suite comme président de la commission des médias de la CSU. Le 10 octobre 2013, il est reconduit avec des responsabilités élargies et prend alors le titre de ministre des Finances, du Développement régional et de la Patrie.

### Ministre-président
Le 16 mars 2018, Markus Söder est investi ministre-président de Bavière par le Landtag, par 99 voix favorables sur 169 exprimées. Il prend ainsi après une longue lutte pour le pouvoir  la suite de Seehofer, nommé trois jours plus tôt ministre fédéral de l'Intérieur. À l'issue des élections bavaroises du 14 octobre de la même année, la CSU perd la majorité absolue avec le pire résultat des élections bavaroises depuis 1950. Afin de pouvoir continuer à diriger le Land, le parti doit trouver un partenaire de coalition. Un accord est finalement conclu avec les Électeurs libres, ce qui permet à Söder d'être réélu ministre-président le 6 novembre par 110 voix contre 89.
À partir de 2020, Markus Söder se fait particulièrement remarquer en raison de son orientation politique stricte pour faire face à la pandémie de COVID-19. En novembre 2021, confronté à une nouvelle vague de la pandémie, il se déclare favorable à une vaccination obligatoire, seule chance, selon lui, de sortir de cette situation.
À l'issue des élections de 2023, il reconduit la coalition avec les Électeurs libres et est ainsi réélu à son poste de ministre-président le 31 octobre suivant en obtenant 120 voix sur 198.

### Vie privée
Il est marié, père de quatre enfants et de confession luthérienne.

## Prises de position
En avril 2023, Markus Söder critique la sortie du nucléaire de l'Allemagne. Il constate qu'à un moment où « le monde entier se demande comment élargir son portefeuille dans ces crises énergétiques, l'Allemagne fait le contraire. » Il qualifie la décision de fermer les trois dernières centrales nucléaires allemandes de « chapitre très triste de la politique énergétique allemande ».